# Lubomirsk
Lubomirsk (ukr. Любомирськ, ros. Любомирск) – stacja kolejowa w miejscowości Nowa Lubomirka, w rejonie rówieńskim, w obwodzie rówieńskim, na Ukrainie. Położona jest na linii Równe – Baranowicze – Wilno.
Stacja istniała przed II wojną światową. Była wówczas jednocześnie stacją końcową kolejki wąskotorowej do kamieniołomów bazaltu w Berestowcu (obecnie już nieistniejącej).